# Macaranga rufibarbis
Macaranga rufibarbis är en törelväxtart som beskrevs av Otto Warburg. Macaranga rufibarbis ingår i släktet Macaranga och familjen törelväxter. Inga underarter finns listade i Catalogue of Life.